# Einar Larsson (sångare)
Lars Einar Larsson, född 11 september 1897 i Vendels socken död 3 september 1983 i Stockholm, var en svensk operasångare (baryton).

## Biografi
Efter studier på Musikkonservatoriet i Stockholm 1924–1926, Operaskolan 1925–1926 och sångstudier för John Forsell scendebuterade Larsson på Stockholmsoperan 1926. Han förblev engagerad där fram till pensioneringen 1951. Han har gästspelat i Danmark, Finland, Lettland och Norge.

## Filmografi
- 1975 – Trollflöjten